# 鳥栖大賞
鳥栖大賞（とすたいしょう）は、佐賀県競馬組合が佐賀競馬場ダート2000mで施行する地方競馬の重賞競走である。正式名称は「鳥栖市長杯 鳥栖大賞」。

## 概要
2022年度の番組改編において新設された地方競馬全国交流の重賞競走である。
2022年の第1回は、「佐賀競馬場移転開設50周年記念」の名を冠して施行された。
2024年からはJBCクラシックの指定競走となっていたが、馬場コンディション不良のため開催を取りやめると発表した。

### 条件・賞金等（2024年）
条件
サラブレッド系3歳以上オープン、地方全国交流。
負担重量
定量（3歳54kg、4歳以上56kg、牝馬2kg減）
賞金額
1着800万円、2着280万円、3着160万円、4着120万円、5着80万円、着外16万円。
副賞
鳥栖市長賞、佐賀県畜産協会会長賞、佐賀県馬主会会長賞、佐賀県競馬組合管理者賞。

## 歴代優勝馬
| 回次  | 施行日        | 優勝馬             | 性齢 | 所属   | タイム | 優勝騎手 | 管理調教師 | 馬主     |
| ----- | ------------- | ------------------ | ---- | ------ | ------ | -------- | ---------- | -------- |
| 第1回 | 2022年9月11日 | ウインユニファイド | 牡10 | 名古屋 | 2:09.2 | 丸野勝虎 | 沖田明子   | 楊明翰   |
| 第2回 | 2023年9月24日 | アラジンバローズ   | 騸6  | 兵庫   | 2:07.9 | 下原理   | 新子雅司   | 猪熊広次 |

### 各回競走結果の出典
- 鳥栖大賞　歴代優勝馬 - 地方競馬全国協会
- JBISサーチ
  - 2022年，2023年